# Vertikal (musikalbum)
Vertikal är det sjätte studioalbumet till det svenska progressiva post metal-bandet Cult of Luna. Albumet släpptes januari 2013 av det norska skivbolaget Indie Recordings. Bandet utgav Vertikal II september 2013, en EP med tre överblivna låtar från inspelningen av Vertikal.

## Låtlista
1. "The One" (instrumental) – 2:06
2. "I: The Weapon" – 9:19
3. "Vicarious Redemption" – 18:44
4. "The Sweep" – 2:40
5. "Synchronicity" – 7:13
6. "Mute Departure" – 9:06
7. "Disharmonia" (instrumental) – 0:45
8. "In Awe Of" – 9:56
9. "Passing Through" – 5:45

Bonusspår på 
1. "The Flow Reversed" – 6:45

## Medverkande
Musiker (Cult of Luna-medlemmar)
- Johannes Persson – gitarr, sång
- Magnus Lindberg – percussion
- Erik Olofsson – gitarr
- Thomas Hedlund – trummor, percussion
- Andreas Johansson – basgitarr
- Anders Teglund – keyboard, sampling
- Fredrik Kihlberg – gitarr, sång

Produktion
- Cult of Luna – producent
- Magnus Lindberg – ljudtekniker, ljudmix, mastering
- Kristian Karlsson, Måns Lundberg – ljudtekniker
- Erik Olofsson – omslagskonst